# Maria Mercè Roca

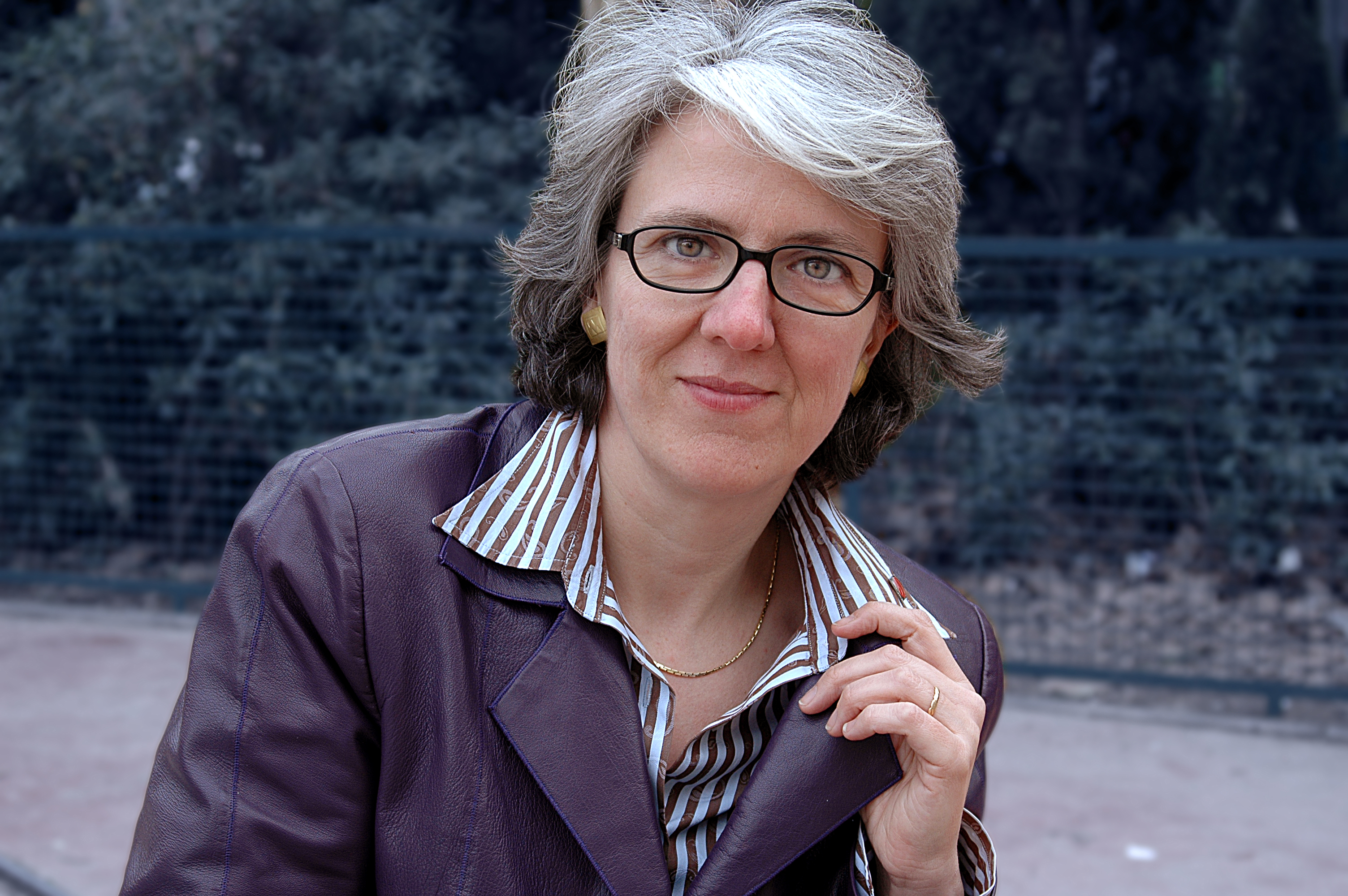
Maria Mercè Roca (2005)

Maria Mercè Roca i Perich (* 19. Juli 1958 in Portbou) ist eine katalanische Schriftstellerin, Drehbuchautorin und Politikerin.
Roca gehört zu den erfolgreichsten Gegenwartsautoren der katalanischen Literatur. Ihre Romane zeichnen sich aus durch detaillierte psychologische Beschreibungen von Personen in Situationen der Unsicherheit, Angst oder Trauer. Für ihre Werke wurde Roca mehrfach ausgezeichnet (Premi Josep Pla, 1986; Premi Sant Jordi, 1992; Premi Ramon Llull, 2000).
Roca ist seit 2003 für die Partei Esquerra Republicana de Catalunya Abgeordnete im katalanischen Parlament.

## Leben
Mit 16 Jahren zog sie nach Girona, um zu studieren. Dort nahm sie ihren Wohnort. Obwohl sie ihr Studium der Katalanischen Philologie nicht beendete, arbeitete sie viele Jahre als Dozentin für Katalanisch. Mitte der 1980er-Jahre wurde Roca bekannt, als sie den Víctor-Català-Preis gewann. Ihre literarischen Aktivitäten setzte sie fort mit der Veröffentlichung von Geschichten, Romanen und dem Drehbuch der Fernsehserie Secrets de família, gesendet aus TV3. Mehrere ihrer Werke wurden in spanischer, baskischer, französischer, deutscher und niederländischer Sprache veröffentlicht.
Roca ist Vizepräsidentin der Associació d'Escriptors en Llengua Catalana.
Roca wurde auch in der Politik aktiv. Von 2003 bis 2010 war sie Abgeordnete im Parlament de Catalunya (Katalanisches Parlament). Dort war sie von 2007 bis 2010 Vorsitzende des Kulturausschusses.
Bei den Kommunalwahlen 2015 kandidierte sie für die Partei Esquerra Republicana de Catalunya für den Stadtrat von Girona.

## Werke
- Ben estret (1986)
- Els arbres vençuts (1987), dt. Der Schrei des Vogels, Frankfurt am Main: Eichborn, 1995, ISBN 3-8218-0363-0
- El present que m’acull (1987)
- Perfum de nard (1988)
- Temporada Baixa (1990), dt. Schattenfrauen, Frankfurt am Main: Eichborn, 1992, ISBN 3-8218-0359-2
- La casa gran (1991)
- Greuges infinits (1992)
- Cames des seda (1993), dt. Die Spiegelfrau, Frankfurt am Main: Eichborn, 1994, ISBN 3-8218-0362-2
- L’àngel del vespre (1998)
- Temps de perdre (1999)
- Delictes d’amor (2000)
- El món era a fora (2001)
- Una mare com tu (2002)
- L’últim tren (2003)